# Tiago Jorge Honório
Tiago Jorge Honorio (Brasil, 4 de diciembre de 1977). Futbolista brasileño. Juega de delantero.
- Datos: Q490034